# Commanderie du Temple à Angers
La Commanderie du Temple à Angers, ou Maison du Temple Saint-Laud d'Angers, est une ancienne commanderie templière, devenue hospitalière. Elle se situait au niveau de l'actuelle rue du Temple, dans la paroisse Saint-Laud.

## Historique
Vraisemblablement fondée au XIIe siècle, elle reçoit une rente de 100 livres en 1202 par le roi Jean sans Terre. Elle devient commanderie hospitalière à compter de la suppression de l'ordre du Temple. Dès lors, il y eut deux commanderies hospitalières à Angers (avec le prieuré hospitalier d'Angers), comme à La Rochelle et Nantes en Aquitaine.

## Architecture
Elle se situait dans l'ancienne paroisse Saint-Laud (en dehors de l'enceinte de la ville). Elle comprenait, enclos dans une muraille, maison, chapelle, grange, étable, pressoir, jardins et appartenances. Les parties restantes ont été bombardées durant la Seconde Guerre mondiale. La tour visible au 7 rue du Temple faisait partie de la maison du commandeur ou de la chapelle.